# Ернст Фройд
Ернст Лудвиг Фройд (на немски: Ernst Ludwig Freud) е австро-американски архитект и най-младият син на австрийския психоаналитик Зигмунд Фройд и жена му Марта Бернайс.

## Биография
Роден е на 6 април 1892 година във Виена, Австрия. Ернст Фройд установява своята практика в Берлин през 1920 г., където голяма част от клиентите му са лекари. По-голямата част от комисионните му идват от къщи и стаи за консултации. Той работи в стил Ар деко, но от 1930 г. започва да работи в модерен стил, показвай влияние от Мийс ван дер Рое. Примери за това са цигарената фабрика в Берлин и къща и стая за консултации на д-р Франк в Потсдам.
През 1938 г. баща му Зигмунд и по-младата му сестра Ана Фройд го взимат в Лондон и се местят в къща в Хамстед, която Ернст премоделира и дори създава остъклена стая-градина. Къщата днес е превърната в Музей на Фройд.
Ернст Лудвиг Фройд има три деца: Щефан Габриел Фройд, политика и тв говорител Клемент Фройд и художника Люсиен Фройд.
Умира на 7 април 1970 година в Лондон на 78-годишна възраст. Погребан е в крематориума Голдърс Грийн в Лондон.